# اروزبکوف (شهرستان قدم‌جای)
اروزبکوف (به لاتین: Orozbekovo) یک منطقهٔ مسکونی در قرقیزستان است که در شهرستان قدم‌جای واقع شده‌است. اروزبکوف ۵٬۳۵۶ نفر جمعیت دارد و ۱٬۴۲۷ متر بالاتر از سطح دریا واقع شده‌است.